# Ostrów Tumski w Poznaniu

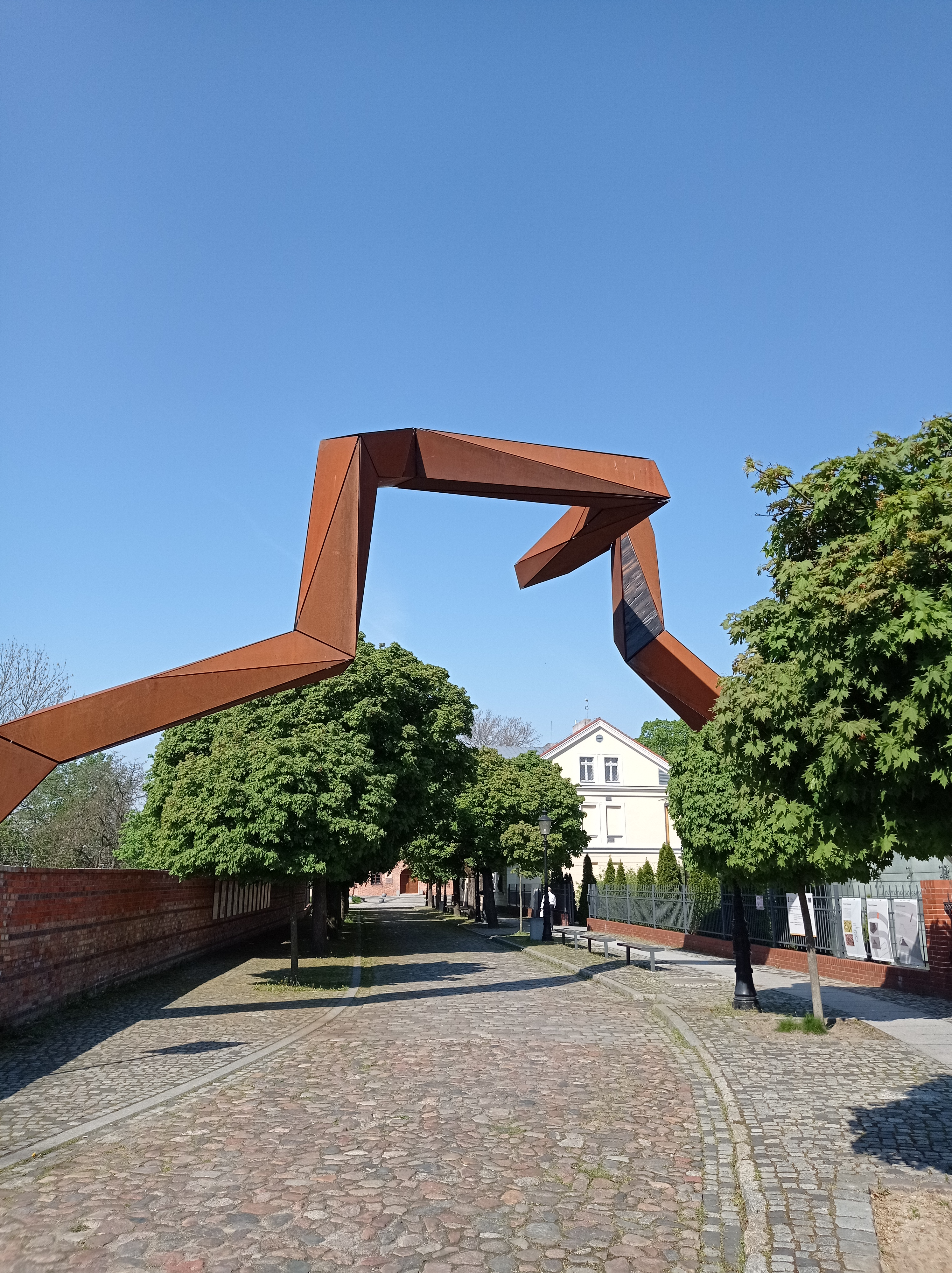
Instalacja artystyczna pt. „Przekrój (P)poznania” na ul. Ks. Ignacego Posadzego

Ostrów Tumski w Poznaniu (niem. Dominsel) – jedyna pozostała z licznych niegdyś w Poznaniu wysp na Warcie. Otaczają ją dwa ramiona rzeki: szersze, zachodnie, które obecnie stanowi główny nurt Warty, oraz węższe, wschodnie, nazywane Cybiną, podobnie jak rzeczka, przepływająca przez Jezioro Maltańskie i do tego ramienia uchodząca, pełniąca też funkcję wschodniego kanału ulgi. Z lądem Ostrów Tumski łączą mosty: Bolesława Chrobrego (z lewym brzegiem) i Mieszka I (z prawym brzegiem). Dnia 7 grudnia 2007 roku został otwarty most biskupa Jordana, który przywrócił historyczne połączenie wyspy ze Śródką. W 2014 roku, wraz z budową Interaktywnego Centrum Historii Ostrowa Tumskiego, powstała oszklona kładka nad Cybiną, na północ od mostu Biskupa Jordana. Zespół urbanistyczno-architektoniczny Ostrowa Tumskiego i Śródki od 6 października 1982 roku figuruje w rejestrze zabytków pod numerem A-239. W 2008 roku uznany został przez prezydenta RP, w ramach historycznego zespołu miasta Poznania, jako pomnik historii. W tym samym roku Ostrów Tumski stał się jednostką obszarową Systemu Informacji Miejskiej. W 2020 roku podczas wykopalisk archeologicznych na terenie Ostrowa Tumskiego odkryto wał obronny z czasów Mieszka I. Szerokość wału wynosi ponad 40 m, a wysokość ok. 12 m.
Miasto duchowne Ostrow, własność biskupa poznańskiego, położone było w 1582 roku w powiecie poznańskim województwa poznańskiego.

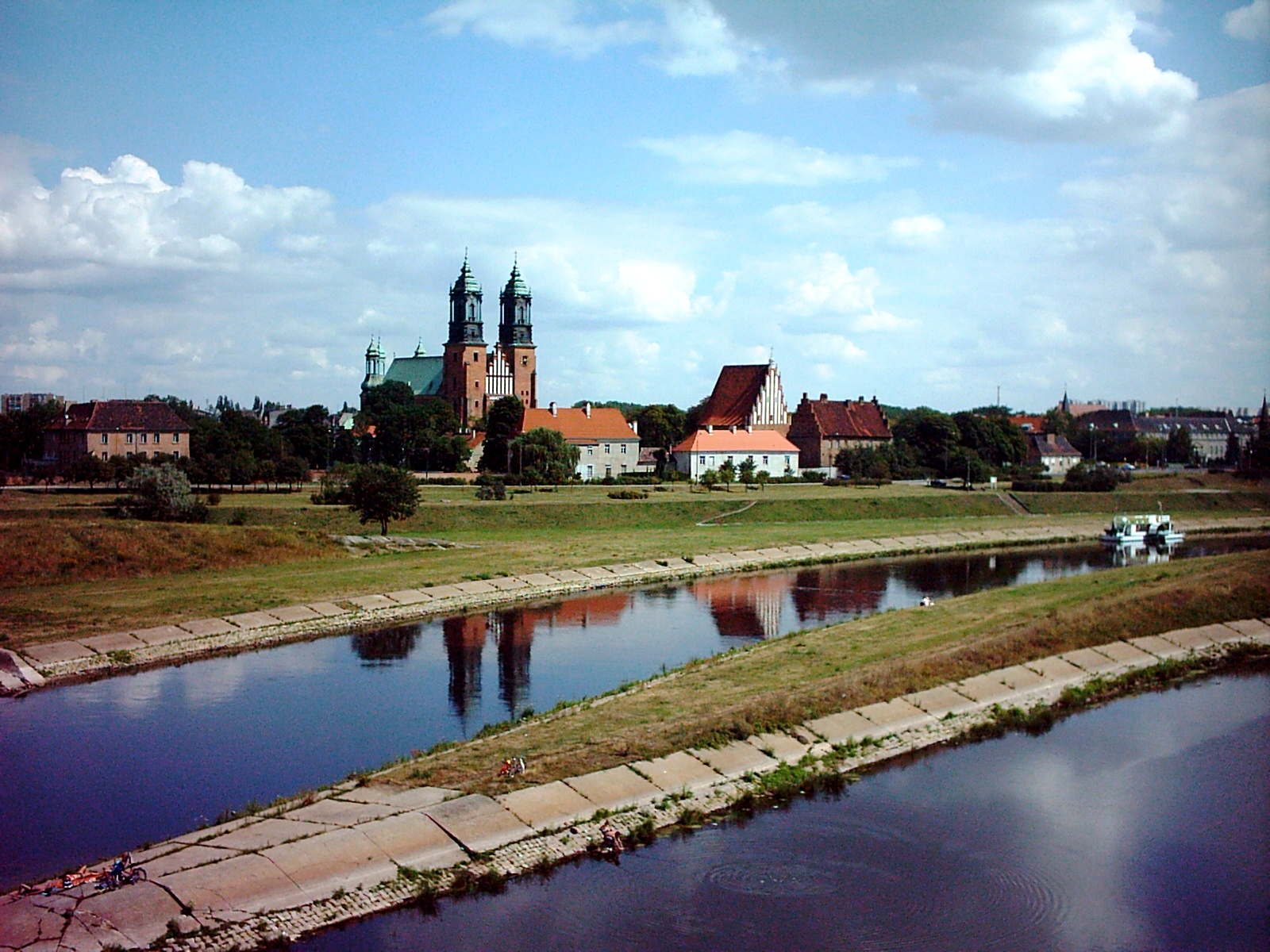
Widok z zachodniego brzegu Warty. Wieże należą do katedry, po prawej szczyt budynku z białymi blendami to Kościół NMP, a budynek z ciemnej cegły o wysokim, spadzistym dachu to psałteria. Budynek na lewym skraju zdjęcia to Akademia Lubrańskiego. U dołu zdjęcia widoczny fragment portu rzecznego

## Historia

### Topografia okolic Poznania we wczesnym średniowieczu
Podczas gdy Ostrów Tumski dzisiaj jest jedyną wyspą na Warcie w granicach administracyjnych Poznania, we wczesnym średniowieczu topografia rzeki była o wiele bardziej rozczłonkowana niż obecnie. Ostrów Tumski był wtedy tylko jedną z wielu wysp zalewowych, które ukształtowały się z piasków, żwirów i namułów rzecznych pomiędzy Wartą, Cybiną oraz ich odnogami. Osobnymi wyspami były wtedy również Chwaliszewo i Grobla, które obecnie są dzielnicami lewobrzeżnej części miasta. Warta w swoim głównym nurcie opływała Groblę od wschodniej, a Chwaliszewo od zachodniej strony. Ten układ sieci rzecznej zachował się niemal do czasów nam współczesnych; dopiero po II wojnie światowej nastąpiła regulacja rzeki i skierowanie jej głównego nurtu w koryto, którym płynie obecnie.
We wczesnym średniowieczu mnogość odnóg rzecznych i zalewowy charakter okolic Ostrowa Tumskiego miały niewątpliwe walory obronne i musiały być jednymi z czynników, które zadecydowały o zbudowaniu grodu w tym miejscu.

### Początki. Czasy piastowskie
Pierwsze ślady pobytu ludzi w dorzeczu Warty datują się na okres po ostatnim zlodowaceniu, kiedy to w XII–X tysiącleciu p.n.e. na terenach, z których wycofał się lodowiec, zaczęły docierać gromady wędrownych myśliwych, polujących na renifery na obszarach miejscowej tundry. Od VI w. n.e. w Wielkopolsce zamieszkiwała już ludność osiadła, która w obronie przed różnymi zagrożeniami zaczęła budować grody. Pierwszy taki, jeszcze przedpiastowski, gród powstał na wyspie w VIII lub IX wieku. Nazywany on jest obecnie „grodem Poznana” (nazwę Poznań wywodzi się od imienia Poznan). Gród piastowski powstał w X wieku i był jednym z bardziej znaczących grodów Wielkopolski, do których, oprócz Poznania, należały też Giecz, Gniezno, Grzybowo, Moraczewo, Kruszwica, Ląd i Ostrów Lednicki (później, wraz z rozwojem Wielkopolski, dołączyły do nich grody na jej obrzeżach: Kalisz, Konin na wschodzie oraz Międzyrzecz i Santok na zachodzie). Ówczesne państwo Polan nie miało stolicy w dzisiejszym rozumieniu tego słowa. Ośrodek władzy znajdował się tam, gdzie akurat przebywał książę, który, jak to ujął Gall Anonim, stację swoją przenosił z jednego miejsca do drugiego; wśród wymienionych grodów Poznań, obok Gniezna, był jednak z pewnością jednym ze znaczniejszych ośrodków. Centrum osadnicze i siedziba władcy znajdowały się na prawym brzegu obecnego głównego nurtu Warty, na zachód od obecnej katedry, w miejscu, gdzie obecnie stoi kościół Najświętszej Marii Panny. Lokalizację tę ustalono dzięki badaniom archeologicznym, prowadzonym od 1999 r. przez prof. Hannę Kóčkę-Krenz, podczas których odkryto pozostałości umocnień drewniano-ziemnych grodu oraz książęcego palatium, które było dwukondygnacyjną, największą odkrytą na ziemiach polskich, budowlą świecką z tego okresu.
Od początku gród na Ostrowie Tumskim składał się z dwóch powiązanych z sobą części – leżącej na północ od dzisiejszej ulicy prymasa Stefana Wyszyńskiego, w miejscu, gdzie obecnie znajduje się katedra i inne budynki kościelne; oraz na południe od tej ulicy, w miejscu dzisiejszej dzielnicy Zagórze.
Od drugiej połowy X wieku, wraz ze wzrostem znaczenia państwa Polan, północną część tego zespołu grodowego na Ostrowie Tumskim rozbudowywano, najpierw składała się ona z dwóch, potem trzech połączonych części, z których każda była otoczona wałem.

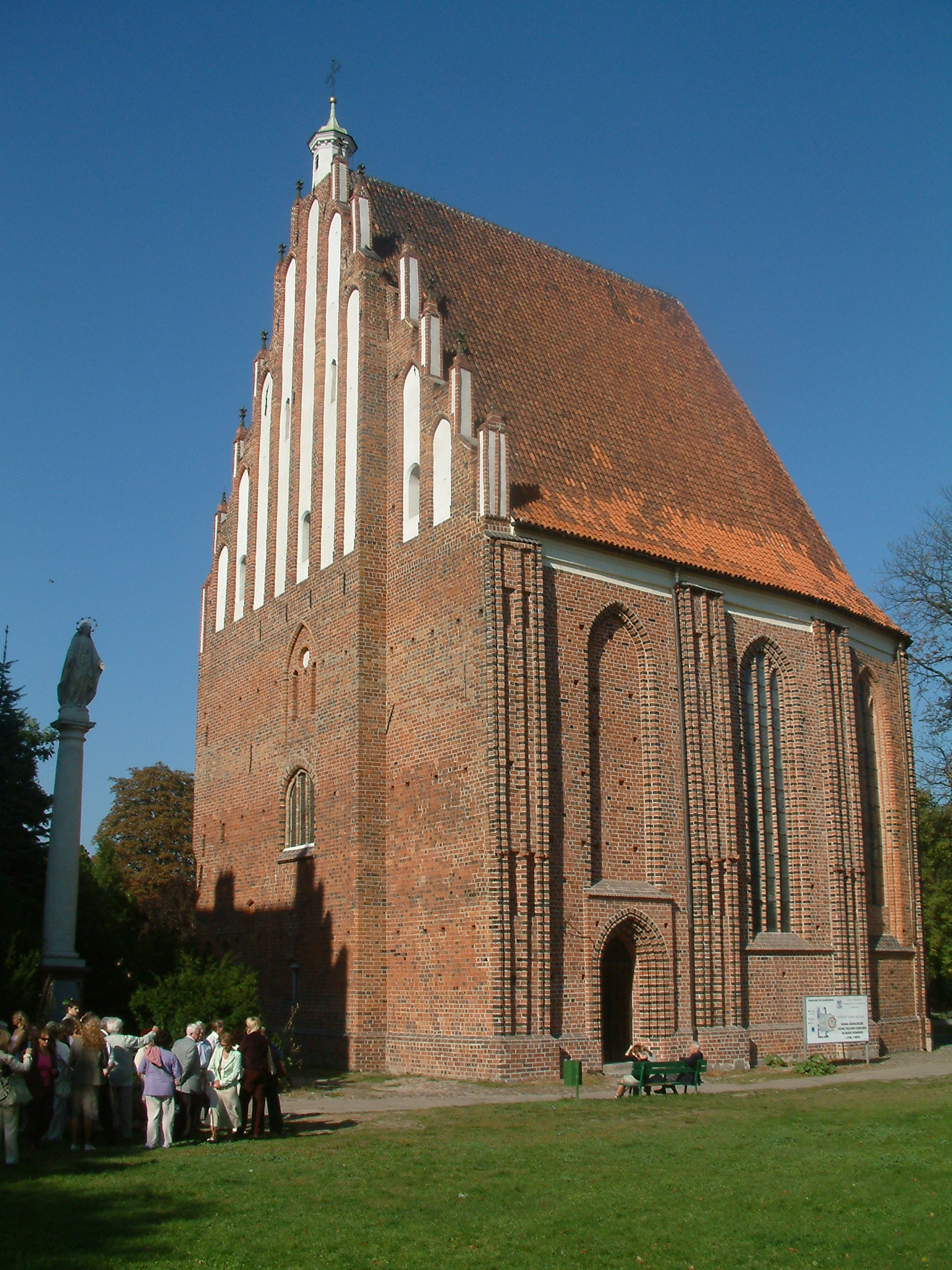
Kościół NMP w Poznaniu. W tym miejscu znajdowało się palatium Mieszka I

Część zachodnia (w miejscu obecnego kościoła NMP) o wymiarach 80 × 100 m stanowiła siedzibę księcia z jego rezydencją – dwukondygnacyjnym kamiennym palatium, z którym połączona była kaplica grodowa. Kaplica powstała prawdopodobnie jako dom modlitwy dla Dobrawy (Dąbrówki), żony Mieszka I i jej czeskiego dworu przybyłego z nią do Polski; po przyjęciu przez Mieszka chrztu stała się też miejscem sprawowania liturgii dla władcy i jego najbliższego otoczenia (była to więc najstarsza świątynia chrześcijańska w Polsce, starsza od poznańskiej katedry, która zwykle błędnie za taką jest uważana).
W części wschodniej grodu mieszkali dworzanie księcia, znajdowała się tam również stacja misyjna pierwszego biskupa Polski Jordana, na miejscu której zbudowano później obecną katedrę.
Trzecią część tego zespołu, przylegającą od północy zarówno do części książęcej jak i katedralnej, utworzono i otoczono wałami (wzdłuż dzisiejszej ulicy księdza Posadzego) pod koniec X wieku. W części tej utworzono rezerwat archeologiczny Genius Loci, w którym są prezentowane między innymi fragmenty wałów obronnych z czasów Mieszka I.
W południowej części Ostrowa Tumskiego, na terenie obecnej dzielnicy Zagórze, znajdowała się też druga część tego kompleksu grodowego, zwana osadą św. Mikołaja, również otoczona wałami, w której zamieszkiwała ludność służebna.
Według prof. Hanny Kóčki-Krenz liczba mieszkańców grodu wynosiła ok. 200 osób. Wszystkie części grodu były otoczone wałem o wysokości ok. 10 m i szerokości u podstawy ok. 20 m. Łączna długość wałów wynosiła ok. 2 km. Fundamenty wałów wykonano w konstrukcji skrzyniowej w formie skrzyń podwalinowych. Na skrzynie te układano kilka warstw kamieni a następnie na przemian warstwy drewna i ziemi (budowa rusztowa). Do dzisiaj zachowały się bale dębowe, które służyły za podstawę drewnianej konstrukcji.
Wraz z Gnieznem poznański Ostrów Tumski był jednym z dwóch głównych ośrodków władzy świeckiej i kościelnej w państwie Polan. Nawet po 1000 roku, gdy powstała metropolia gnieźnieńska, biskupi poznańscy zachowali niezależność. Nie jest natomiast do końca jasny status biskupstwa poznańskiego. Niektórzy historycy opowiadają się za hipotezą, że biskupi poznańscy jeszcze przez kilkadziesiąt lat mieli status biskupów misyjnych, ewentualnie egzymowanych, to jest podległych bezpośrednio papieżowi. Inni twierdzą, że charakter misyjny biskupstwo poznańskie miało tylko w swoich pierwszych latach istnienia, a później zostało podporządkowane arcybiskupstwu w Moguncji. W każdym razie utworzenie biskupstwa w Poznaniu nie osłabiło znaczenia miasta jako grodu książęcego. W X wieku gród na Ostrowie Tumskim zajmował większy obszar i posiadał potężniejsze wały niż jakikolwiek znany dziś gród państwa Piastów. Powierzchnia przekroju wałów wynosiła 25 m², a średnica obwałowań wynosiła 100 m.
W początkach XI wieku miasto zniszczyła powódź. Bolesław Chrobry, odbudowując Poznań, powiększył go i zatarł podział na gród i podgrodzie. Okres świetności grodu skończył się wraz z najazdem Brzetysława w 1038 i pogańską reakcją. Z tego okresu prawdopodobnie pochodzą ślady spalenizny odkryte przez archeologów. Według Galla Anonima zniszczenia na skutek najazdu Brzetysława były tak duże, że w ruinach katedry miały swoje legowiska dzikie zwierzęta.
Zniszczony Poznań odbudował i powiększył Kazimierz Odnowiciel, który też jednak przeniósł stolicę do Krakowa. W okresie rozbicia dzielnicowego po 1138 r. Poznań przypadł Mieszkowi III Staremu i stał się stolicą Wielkopolski. W 1146 roku miasto obległ Władysław II Wygnaniec, który w ten sposób dochodził swoich praw do tronu (w mieście schronili się jego młodsi bracia, których chciał odsunąć od władzy), oblężenie zakończyło się jednak niepowodzeniem i klęską oblegających. W 1240 roku gród został odnowiony przez Przemysła I, jednak już w 1253 roku zdecydował się on lokować nowe miasto na zachodnim brzegu Warty, ok. 1290 r. przeniósł tam też siedzibę książęcą (później królewską). Od tego momentu wyspa znalazła się w wyłącznym władaniu biskupów poznańskich.

### Ostrów Tumski jako własność biskupia i kapitulna. Przebudowa przez Jana Lubrańskiego
W 1253 r. nastąpiła lokacja Poznania przez książąt Przemysła I i Bolesława Pobożnego na lewym brzegu Warty (w rejonie dzisiejszego Starego Miasta), w związku z czym Ostrów Tumskim stracił na znaczeniu jako ośrodek handlowy i władzy świeckiej. Wyspa stała się własnością biskupów poznańskich i centrum władzy kościelnej w diecezji; nie była jednak częścią miasta, w którego granice została włączona dopiero pod koniec XVIII wieku.

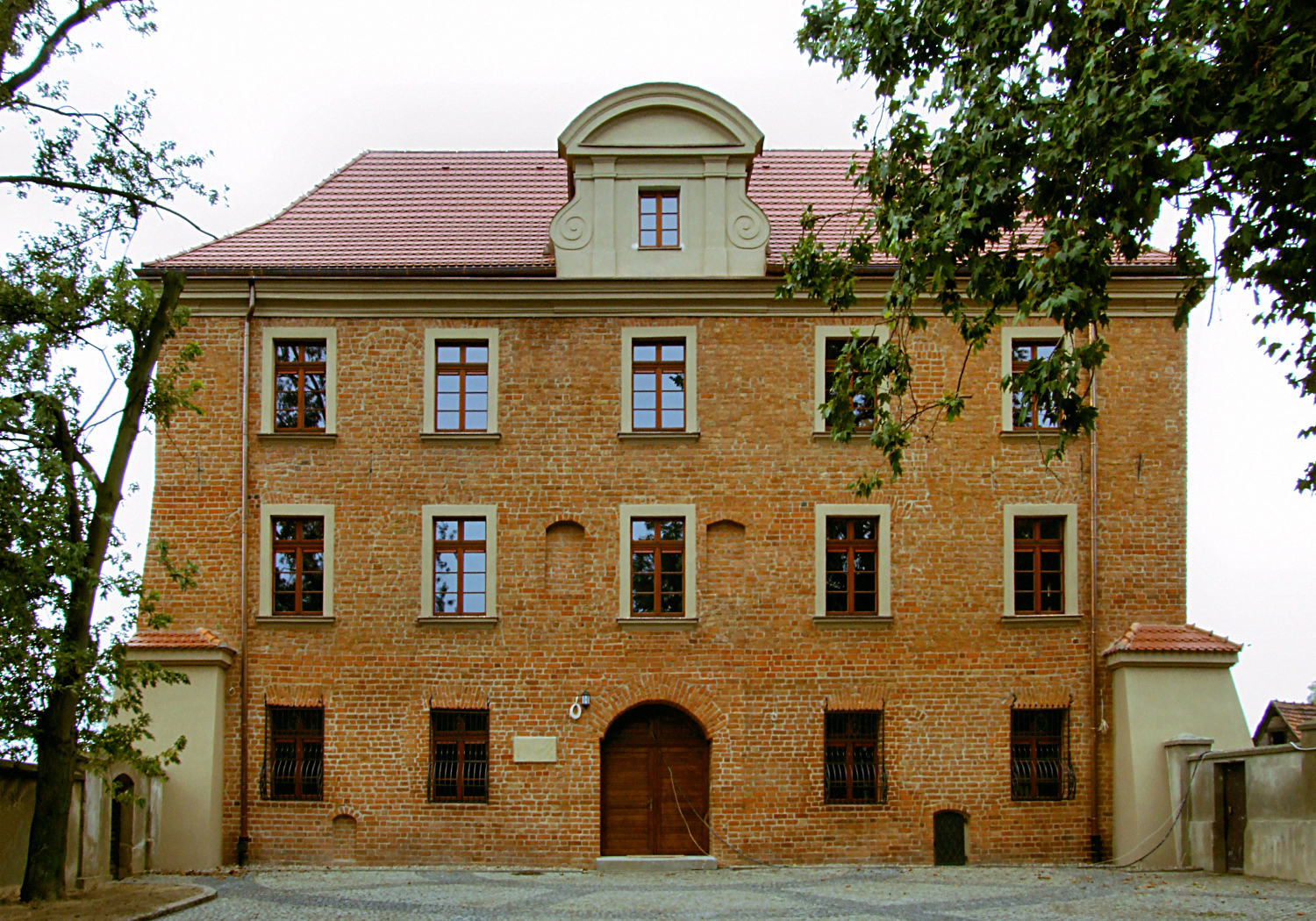
Akademia Lubrańskiego

Z szeregu biskupów poznańskich szczególne zasługi dla rozwoju Ostrowu Tumskiego i Poznania położył Jan Lubrański, który był biskupem diecezji od 1498 do swojej śmierci w 1520. Jan Lubrański w historii Polski zasłużył się jako prawnik i dyplomata (był doradcą i współpracownikiem królów Jana Olbrachta, Aleksandra Jagiellończyka i Zygmunta I Starego); do historii Poznania przeszedł jako mecenas kultury renesansowej, ale też dbający o nowoczesną infrastrukturę Ostrowa Tumskiego.
Największą zasługą Lubrańskiego było utworzenie na Ostrowie Tumskim w 1518 r. akademii nazwanej jego imieniem, która przetrwała aż do 1780 r., kiedy to została zlikwidowana w ramach reformy oświaty przeprowadzonej przez Komisję Edukacji Narodowej. Absolwentami tej pierwszej w Poznaniu uczelni wyższej byli między innymi poeta Klemens Janicki, lekarz Józef Struś oraz matematyk i astronom Jan Śniadecki.
Na potrzeby Akademii w zachodniej części Ostrowa Tumskiego w latach 1518–1530 wzniesiono nowy budynek, który przetrwał do dzisiaj i w którym obecnie mieści się Muzeum Archidiecezjalne.
Innym budynkiem wzniesionym na Ostrowie Tumskim przez Lubrańskiego była, również zachowana do dzisiaj, Psałteria dla kolegium 12 psałterzystów, których obowiązkiem było odśpiewywanie porannej mszy oraz przez całą noc psalmów w poznańskiej katedrze.
Biskup Lubrański dbał również o infrastrukturę Ostrowa Tumskiego – wyposażył wyspę w wodociągi, brukowane ulice i przede wszystkim w latach 1504–1512, dla zwiększenia bezpieczeństwa i podniesienia prestiżu swojej siedziby, otoczył ją murami. Przebieg tych murów znamy między innymi dzięki XIX-wiecznemu historykowi Józefowi Łukaszewiczowi, który tak o nich pisał:

Na początku atoli 16. wieku kapituła, chcąc majątek kościoła i swój przeciw najazdom zabezpieczyć, postanowiła w r. 1505 otoczyć murem wszystkie mieszkania duchowieństwa katedralnego; jakoż w tym samym jeszcze roku zaczęto mur stawiać, a po kilku latach ukończono go całkiem. Zaczynał się on od kościoła świętej Barbary na Chwaliszewie, ciągnął się ku szkole Lubrańskiego, którą także opasywał, potem skręcał ku mieszkaniom dzisiejszych wikaryuszów, daléj szedł koło kościoła katedralnego ku pałacowi biskupiemu, otaczał go, łącząc się z bramą około kościoła świętéj Barbary.

W połowie XVI wieku, już po śmierci biskupa Lubrańskiego, do murów tych dobudowano dwie wieże bramne strzegące przepraw mostowych: Bramę Śródecką od wschodu i Bramę Chwaliszewską od zachodu
Mury te nie były tak okazałe jak obwarowania miasta na lewym brzeg Warty, miały od nich mniejszy obwód i były niższe; częściowo rozebrano je już na początku XVIII wieku, resztki zlikwidowano w XIX wieku podczas budowy fortyfikacji pruskich. Relikty tych fortyfikacji odkryto podczas prowadzonych w ostatnich latach badań archeologicznych, były to między innymi pozostałości Bramy Śródeckiej (odkopane w 2000 r.) oraz fragmenty umocnień odkryte podczas remontu i przebudowy dawnej Akademii Lubrańskiego na obecne Muzeum Archidiecezjalne w latach 2005–2007.
Część Ostrowa Tumskiego, będąca własnością kapituły katedralnej poznańskiej, pod koniec XVI wieku leżała w powiecie poznańskim  województwa poznańskiego.

### Ostrów Tumski w czasach pruskich. Fortyfikacje pruskie
Od II rozbioru Polski w 1793 r. Poznań znalazł się pod panowaniem pruskim, pod którym pozostawał (z przerwą na okres Księstwa Warszawskiego w latach 1807–1815) do 1918 r. Ponieważ Poznań leżał na wschodnich peryferiach Królestwa Pruskiego a później Cesarstwa Niemieckiego, wkrótce po Kongresie Wiedeńskim, w obawie przed wojną z Rosją, postanowiono zamienić miasto w twierdzę. Budowę Twierdzy Poznań rozpoczęto w 1828 r. od wznoszenia Fortu Winiary (zwanego potocznie Cytadelą) na lewym brzegu Warty.
W planach inżynieryjnych fortyfikacji Ostrów Tumski miał duże znaczenie z powodu kluczowej roli Warty, jaką miała ona odegrać w razie ataku na miasto i oblężenia. W przypadku działań wojennych planowano spiętrzyć wody rzeki i utworzyć rozlewiska od południowej i wschodniej strony miasta. W tym celu o ok. 200 m przesunięto na zachód główne koryto Warty i wybudowano na nim tak zwaną Wielką Śluzę, połączoną z Fortem Roon, służącą do spiętrzania w razie potrzeby wód rzeki (śluza ta była przerzucona pomiędzy stałym lądem a ówczesną wyspą Chwaliszewo i znajdowała się po północnej stronie mostu kolejowego). Na samym Ostrowie Tumskim, pomiędzy Ostrowem a Śródką (na północ od obecnego mostu biskupa Jordana), wybudowano natomiast na Cybinie Jaz Katedralny (Dom Schleuse), pełniący funkcję pomocniczą w spiętrzaniu wód rzeki – jego pozostałości są widoczne do dziś.

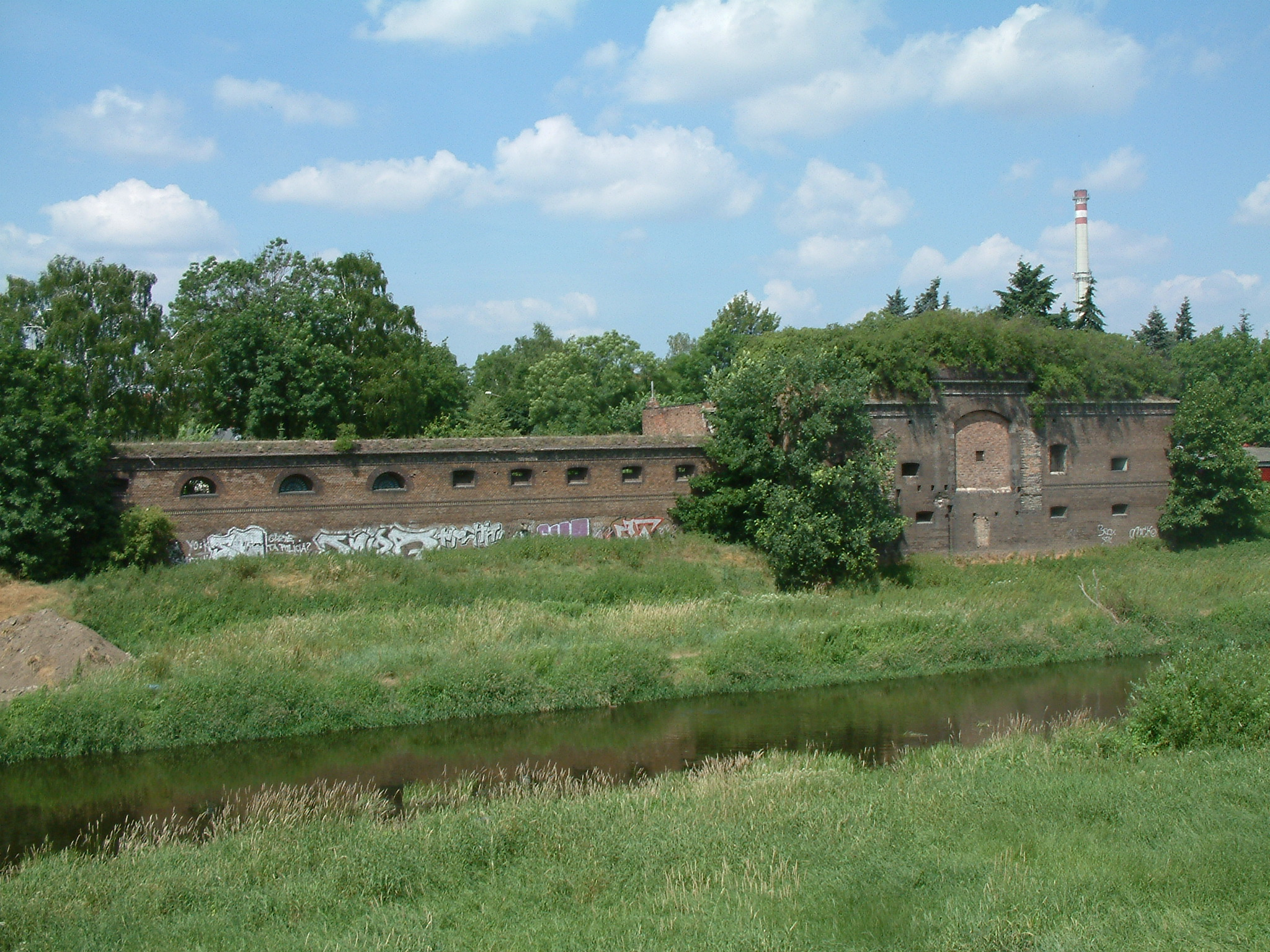
Pozostałości Śluzy Katedralnej (Dom Schleuse) – widok przed przebudową w ramach ICHOT

Zarówno centrum Poznania jak i jego obrzeża były pokryte systemem fortów i innych elementów umocnień; Ostrów Tumski, który przystawano do obrony okrężnej, znajdował się wewnątrz tego obwodu. Na północ od katedry w 1832 r. wybudowano najpierw tak zwany Nadszaniec Katedralny (nördlicher Dom-Cavalier), następnie, w latach 1834–1839, Śluza Katedralna na Cybinie i w północnej części wyspy Lunetę Katedralną (Dom-Flesche). W późniejszych latach w południowej części wyspy (na Zagórzu) wybudowano Redutę Katedralną (w 1864 r. jej nazwę zmieniono, podobnie jak i innych twierdz, od tego czasu określano ją jako Fort Radziwiłł) – potężną, czterokondygnacyjną budowlę, w której posadowiono kazamaty działowe.
Postęp techniki wojennej sprawił, że już pod koniec XIX wieku umocnienia twierdzy Poznań stały się przestarzałe i na początku XX wieku zadecydowano o rozbiórce części z nich (wtedy to na miejscu fortyfikacji w lewobrzeżnej części miasta wytyczono m.in. obecną ulicę Niepodległości i wybudowano szereg nowych gmachów, np. Zamek Cesarski i nowy gmach teatru – obecnie opery poznańskiej). Decyzja o rozbiórce nie dotyczyła jednak obiektów w północnej i wschodniej części miasta, w tym Ostrowa Tumskiego. Umocnienia na Ostrowie Tumskim przetrwały okres międzywojenny. Fort Radziwiłł i inne obiekty rozebrano dopiero w latach 50. XX wieku.
Do dzisiaj na terenie Elektrociepłowni Garbary (w północnej części wyspy) zachowały się pozostałości Fortu Roon, wzdłuż wschodniego brzegu Ostrowa Tumskiego odcinki muru ze strzelnicami, a także zachodni przyczółek Jazu Katedralnego. Ten ostatni łączy się z Interaktywnym Centrum Historii Ostrowa Tumskiego (pod nazwą Brama Poznania), które wybudowano na drugim brzegu Cybiny.

### Zniszczenia wojenne. Ostrów Tumski po II wojnie światowej
We wrześniu 1939 r. Poznań nie odniósł zniszczeń – mająca początkowo bronić miasta i Wielkopolski Armia „Poznań” w końcu wycofała się na wschód, gdzie wzięła udział między innymi w bitwie nad Bzurą, a miasto zostało oddane Niemcom bez walki. Poważnych zniszczeń Poznań doznał natomiast w 1945 r. – ciężkie walki o miasto toczyły się przez miesiąc, od 23 stycznia do 23 lutego, kiedy to ostatecznie skapitulowały resztki garnizonu niemieckiego na Cytadeli.

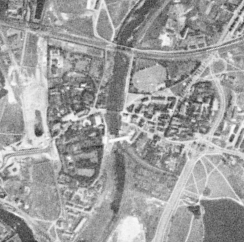
Zdjęcie satelitarne Ostrowa Tumskiego i Śródki, rok 1965

Sam Ostrów Tumski został zajęty przez oddziały radzieckie 16 lutego. Poszczególne obiekty na wyspie zostały dotknięte działaniami wojennymi w różnym stopniu; najbardziej ucierpiała katedra. Ksiądz Józef Nowacki tak opisał zniszczenie poznańskiej katedry:

W przeddzień zajęcia [Ostrowa Tumskiego] przez wojska rosyjskie spłonęła katedra wśród działań wojennych. W czwartek 15 lutego 1945 r. o godz. 17 rozległy się dwa krótkie, lekkie wystrzały pobliskiej artylerii i niebawem cała katedra, wszystkie jej wieże i dachy stanęły w jasnych płomieniach.

Wspomniane wystrzały zostały oddane prawdopodobnie przez wojska radzieckie; sądząc po rozmiarach zniszczeń, katedra i Ostrów Tumski były obiektem znacznie większego ostrzału artyleryjskiego niż dwa pociski, o których pisze ks. Nowacki. Pozostałe obiekty Ostrowa Tumskiego, w tym kościół Najświętszej Marii Panny, ucierpiały w mniejszym stopniu.

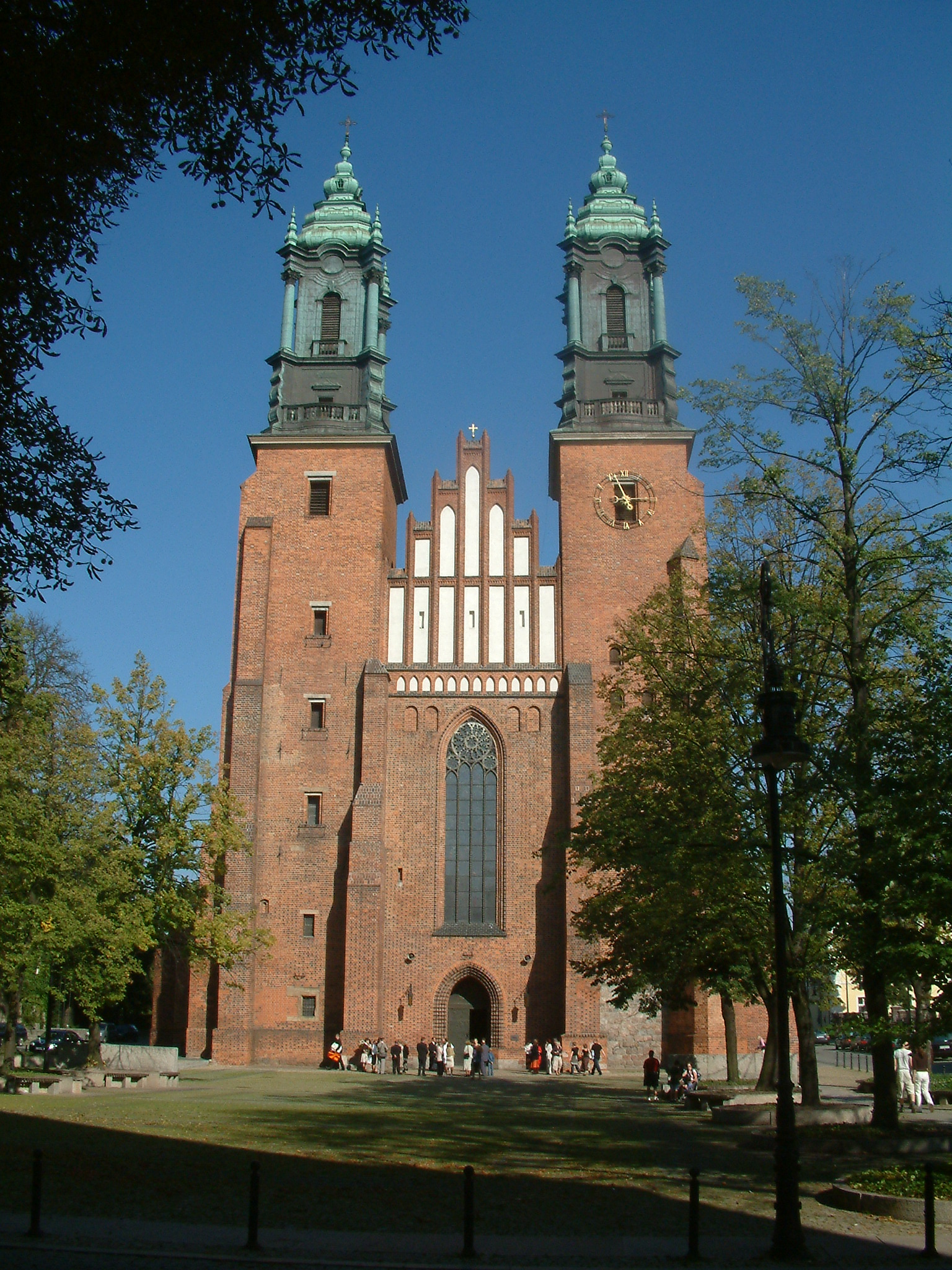
…i obecny wygląd katedry

Po wojnie rozgorzała dyskusja o tym, w jakim kształcie odbudować zniszczoną katedrę. W końcu zadecydowano o porzuceniu form barokowo-klasycystycznych, w jakich pozostawała ona od przebudowy w XVIII wieku, i regotycyzacji świątyni. Obecny wygląd katedry jest więc całkiem inny niż do 1945 r., przebudowano też wnętrze, między innymi usunięto wysokiej klasy artystycznej barokowy ołtarz główny, a w jego miejsce wstawiono późnogotycki ołtarz z kościoła w Górze Śląskiej.
Oprócz odbudowy i naprawy zniszczonych zabytków Ostrowa Tumskiego, po II wojnie światowej dokonano też bardzo istotnych zmian w układzie rzecznym i komunikacyjnym wyspy. W latach 60. zasypano stare, zachodnie, koryto Warty, na skutek czego Chwaliszewo przestało być wyspą; a główny nurt rzeki skierowano bardziej na wschód. Najważniejszą zmianą było poprowadzenie przez wyspę głównej trasy komunikacyjnej z zachodu na wschód z mostami Bolesława Chrobrego i Mieszka I, która przecięła wyspę na dwie części. Rozbiło to dawny układ zabytkowy Ostrowa Tumskiego i w pewnym stopniu przyczyniło się do izolacji Ostrowa (a także Śródki, leżącej na prawym brzegu Warty) w stosunku do reszty miasta.
Obecnie trwają starania o ponowne zintegrowanie Ostrowa Tumskiego z resztą substancji zabytkowej Poznania, a także rewitalizację Śródki, która uległa znacznej degradacji na skutek poprowadzenia nowej trasy komunikacyjnej i odcięcia jej od Ostrowa. Celowi temu służyło przywrócenie w 2007 r. Mostu Śródeckiego (noszącego po rekonstrukcji nazwę Mostu Biskupa Jordana), łączącego bezpośrednio Śródkę z Ostrowem Tumskim, a także wytyczenie Traktu Królewsko-Cesarskiego – szlaku turystycznego przebiegającego między innymi przez Ostrów Tumski.

## Zabytki i inne obiekty
Najważniejszymi zabytkami i innymi obiektami na Ostrowie Tumskim są:

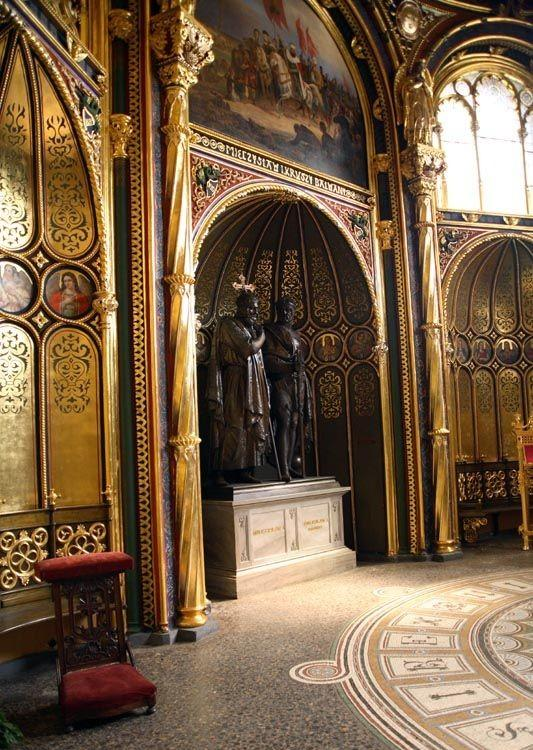
Złota kaplica

- Bazylika Archikatedralna świętych Apostołów Piotra i Pawła, zwana popularnie katedrą, jedna z najstarszych świątyń w Polsce, wielokrotnie przebudowywana w różnych stylach architektonicznych; do 1945 r. barokowa z klasycystyczną fasadą, po II wojnie światowej odbudowana w stylu gotyckim; z zachowanymi reliktami wczesnoromańskimi i romańskimi w podziemnych kryptach. Duża część obecnego wyposażenia katedry trafiła do niej po wojnie z kościołów Dolnego Śląska, w tym gotycki ołtarz główny, pochodzący z Góry Śląskiej. Główny korpus świątyni otoczony jest wieńcem 12 kaplic, które szczęśliwe przetrwały bez większych zniszczeń ostrzał artyleryjski i pożar w 1945. Najcenniejszą z nich jest Złota Kaplica, ufundowana w latach 30. XIX wieku przez hrabiego Edwarda Raczyńskiego. Katedra jest miejscem pochówku króla Przemysła II, według tradycji również Mieszka I i Bolesława Chrobrego, chociaż brak na to pewnych przekazów i sprawa pochowania pierwszych władców Polski w poznańskiej katedrze pozostaje kwestią sporną.
- Pałac arcybiskupi, siedziba archidiecezji poznańskiej, tworzący wraz z budynkiem kurii i budynkiem dawnego probostwa katedralnego kompleks zabudowań kurii metropolitalnej. Obiekty te mają częściowo bardzo starą metrykę (z XIV i XV wieku), obecny kształt otrzymały w XIX wieku.
- Kościół Najświętszej Marii Panny, kościół sukursalny (pomocniczy) katedry, wzniesiony w XV wieku, najlepiej zachowana budowla gotycka w Poznaniu. Według najnowszych badań archeologicznych prof. Hanny Kóčki-Krenz kościół stoi w miejscu, gdzie w X wieku znajdowało się palatium Mieszka I i kaplica, zbudowana dla księcia i jego żony Dobrawy – pierwsza świątynia chrześcijańska w Polsce.

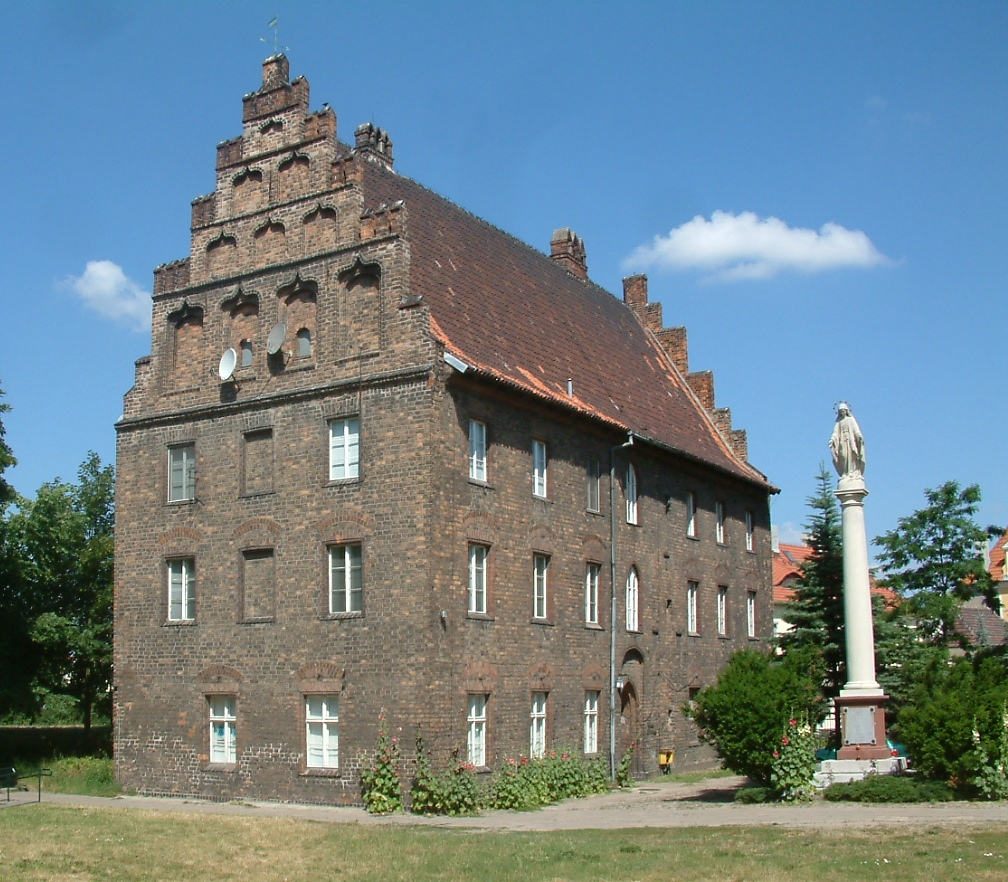
Psałteria z XVI w.

- Psałteria, wzniesiona na początku XVI wieku przez biskupa Jana Lubrańskiego jako budynek mieszkalny dla kolegium dwunastu psałterzystów, odśpiewujących poranne mszy i śpiewających psalmy w nocy.
- Akademia Lubrańskiego, pierwsza wyższa uczelnia w Poznaniu, ufundowana na początku XVI wieku przez biskupa Jana Lubrańskiego, po likwidacji uczelni w XVIII wieku biblioteka kapitulna i seminarium duchowne, od 1926 r. siedziba Archiwum Archidiecezjalnego, a od 2007 r. nowa siedziba Muzeum Archidiecezjalnego w Poznaniu. Muzeum gromadzi zbiory sztuki sakralnej i zabytkowe przedmioty kultu religijnego: obrazy, rzeźby, tkaniny, wyroby ze srebra i inne. Na szczególną uwagę zasługuje kolekcja rzeźby gotyckiej z XIV–XVI wieku, a także miecz świętego Piotra, według Jana Długosza podarowany biskupowi Jordanowi lub Mieszkowi I przez papieża w X wieku.
- Wyższe Seminarium Duchowne Towarzystwa Chrystusowego dla Polonii Zagranicznej – kompleks nowoczesnych budynków na północ od zabytkowej zabudowy Ostrowa Tumskiego wraz z pomnikiem kard. Augusta Hlonda.
- Arcybiskupie Seminarium Duchowne przy ulicy Wieżowej (na południe od trasy komunikacyjnej przecinającej Ostrów Tumski), wzniesione pod koniec XIX wieku przez arcybiskupa Floriana Stablewskiego. W 2003 r. kompleks zabudowań seminarium znacznie rozbudowano, wnosząc nowoczesne budynki w ogrodzie seminaryjnym.
- Rezerwat Archeologiczny Genius Loci eksponujący pamiątki grodowe początków Poznania i państwa polskiego.

## Przyszłość. Interaktywne Centrum Historii Ostrowa Tumskiego
Główna inwestycja powstała na prawym brzegu Warty, w dzielnicy Śródka, gdzie od 30 kwietnia 2014 otwarte jest Interaktywne Centrum Historii Ostrowa Tumskiego. Nowoczesny, kontrastujący z zabudową Ostrowa budynek w kształcie prostopadłościanu zawiera sale ekspozycyjne prezentujące historię wyspy oraz pomieszczenia konferencyjne; kładką przerzuconą przez Cybinę jest połączony z Jazem Katedralnym i resztą obiektów na Ostrowie Tumskim.

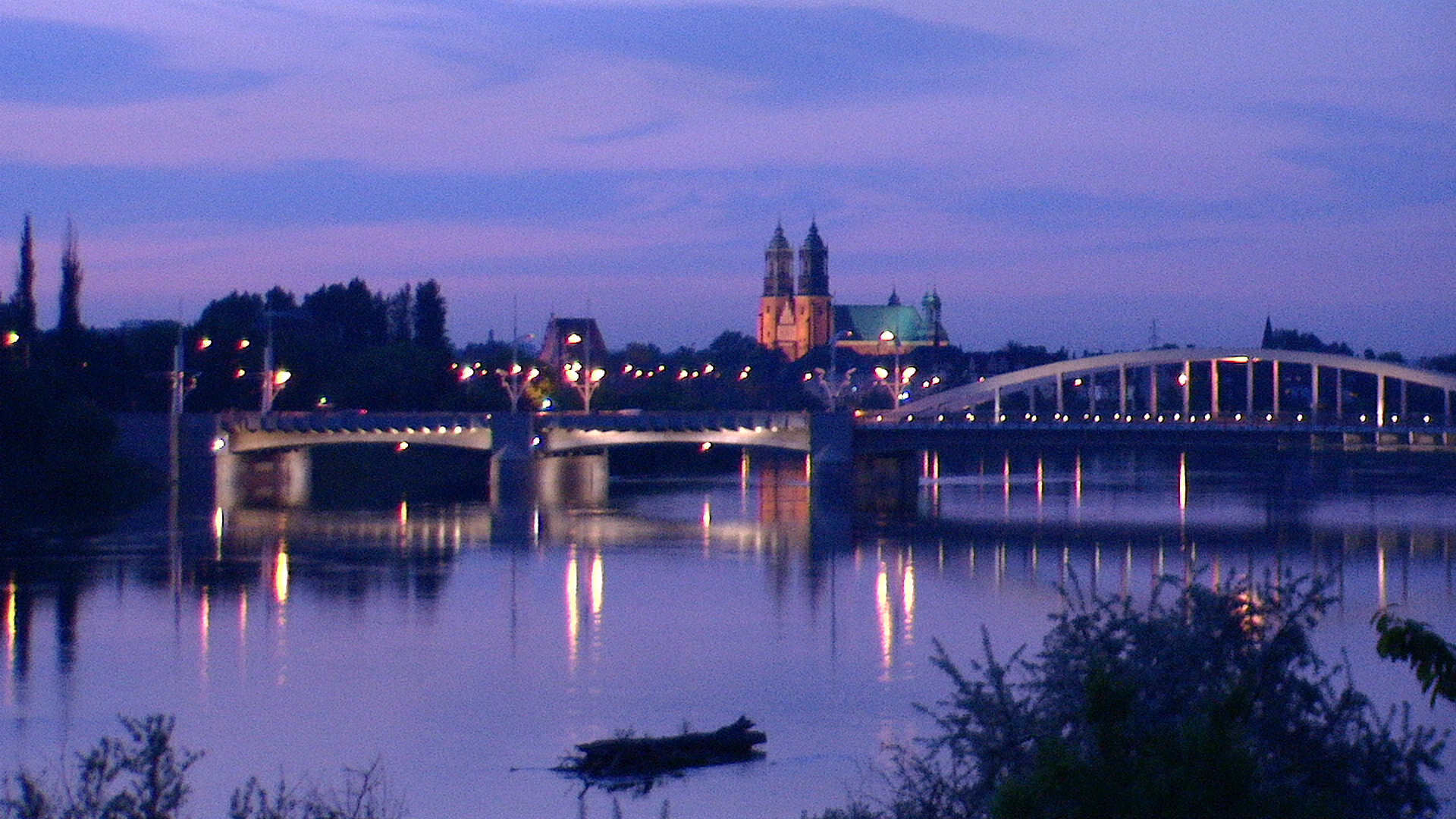
Widok na Ostrów Tumski z Mostu Królowej Jadwigi przy bardzo wysokim stanie wody na Warcie